# Orden für Unternehmerische Verdienste

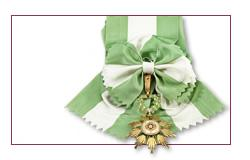
Großkreuz,
Abteilung Landwirtschaft

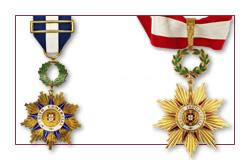
Offizierskreuz,
Abteilung Gewerbe (links); Komturkreuz,
Abteilung Industrie (rechts)

Der Orden für Unternehmerische Verdienste wurde am 4. Juni 1893 als Orden für Verdienste um Landwirtschaft und Gewerbe durch Karl I. gestiftet und ist zur Verleihung an Personen und Institutionen vorgesehen, die sich auf dem Gebiet der Landwirtschaft und des Handels Verdienste um Portugal erworben haben. Am 19. Februar 1991 erhielt der Orden neue Statuten und in Orden für Verdienste um Landwirtschaft, Gewerbe und Industrie umbenannt. Seit 2011 trägt er seinen heutigen Namen.

## Ordensklassen
Der Orden besteht aus fünf Klassen und wurde zunächst in den Abteilungen Landwirtschaft und Gewerbe verliehen. 1991 wurde er um die Abteilung Industrie erweitert.
- Großkreuz (Grã-Cruz)
- Großoffizier (Grande-Oficial)
- Komtur (Comendador)
- Offizier (Oficial)
- Medaille (Medalha)

## Ordensdekoration
Das Ordenszeichen ist ein vergoldeter neunstrahliger Stern, der an einem grün emaillierten Lorbeerkranz hängt. Auf dem Stern ist ein zweiter, emaillierter neunstrahliger Stern angebracht, der im Medaillon das Wappen Portugals zeigt, das von einem weiß emaillierten Reif umschlossen ist. In den einzelnen Abteilungen unterscheidet sich das Ordenszeichen wie folgt
- Landwirtschaft – grün emaillierter Stern mit der Umschrift MERITO AGRICOLA
- Gewerbe – blau emaillierter Stern mit der Umschrift MERITO COMERCIAL
- Industrie – rot emaillierter Stern mit der Umschrift MERITO INDUSTRIAL

## Trageweise
Das Großkreuz wird an einer Schärpe von der rechten Schulter zur linken Hüfte sowie mit einem neunstrahligen vergoldeten Bruststern getragen. Großoffizier und Kommandeur dekorieren die Auszeichnung als Halsorden, Großoffiziere zusätzlich mit einem versilberten Bruststern. Offiziere tragen die Auszeichnung am Band mit einer Rosette auf der linken Brustseite.
Das Ordensband variiert je nach Abteilung. Für Verdienste um die Landwirtschaft ist es grün mit einem weißen Mittelstreifen, für Gewerbe ist es blau mit einem weißen Mittelstreifen und für  Industrie ist es rot mit einem weißen Mittelstreifen.

## Bekannte Träger (Auswahl)
| Großkreuz - Hans Eltze 1943 - Konsul Manfred von Mautner Markhof 1966 - Hermann Reinhardt 1951 - Reinfried Franz Pohl 1998 - Günther Serres 1961 - Otto Stahlmann 1961 - Luis Manuel Capoulas Santos 2006 - Américo Amorim 2006 - Joe Kaeser 2015 |